# (4394) Fritzheide
(4394) Fritzheide ist ein Hauptgürtelasteroid, der am 2. März 1981 im Rahmen des U.K. Schmidt-Caltech Asteroid Surveys von Schelte John Bus vom Siding-Spring-Observatorium aus entdeckt wurde.
Der Asteroid wurde nach dem deutschen Mineralogen Fritz von der Heide (1891–1973) benannt.